# 秋山陽路
秋山 陽路（あきやま ようじ、1992年2月6日 - ）は、ラグビーユニオン選手。

## 来歴
徳島県出身。
貞光工業高校時代、主将を務める。2010年、高校日本代表に選ばれた。
2010年、大阪体育大学に進む。　2013年、FWリーダーを務める。
2011年、U20日本代表候補に選ばれた。
2014年、Honda Heat(現・三重ホンダヒート)に加入。
2015年12月19日に行われたジャパンラグビートップリーグ第6節のNTTコミュニケーションズシャイニングアークス戦に先発出場で公式戦初出場を果たす。
2025年5月31日、三重ホンダヒート退団を発表。